# سکردو
سکردو (به انگلیسی: Skardu) یک شهر در پاکستان است که در ناحیه سکردو واقع شده‌است. سکردو ۲٬۲۲۸ متر بالاتر از سطح دریا واقع شده‌است.

## خواهرخوانده
شهر کورتینا دامپتزو خواهرخواندهٔ سکردو هست.